# Cadillac (vino)
Cadillac es un vino blanco con denominación de origen de la región vinícola de Burdeos. Fue regulado por decreto de 10 de agosto de 1973, cuando se le otorgó la protección como Appellation d'Origine Contrôlée (AOC). A partir de 1973, es una denominación de origen protegida (PDO) ante la Unión Europea.
Abarca el territorio de las siguientes comunas en el departamento de la Gironda: Baurech, Béguey, Cadillac, Capian, Cardan, Donzac, Gabarnac, Haux, Langoiran, Laroque, Lestiac, Le Tourne, Monprimblanc, Omet, Paillet, Rions, Saint-Germain-de-Grave, Saint-Maixant, Semens, Tabanac, Verdelais y Villenave-de-Rions.
Los vinos deben realizarse con las siguientes variedades de uva: semillón, sauvignon y muscadelle.